# Alopecosa nigricans
Alopecosa nigricans là một loài nhện trong họ Lycosidae.
Loài này thuộc chi Alopecosa. Alopecosa nigricans được Eugène Simon miêu tả năm 1886.